# Top Rank Classic
Das Top Rank Classic war ein Snooker-Einladungsturnier, das 1994 und 1995 Teil der Profitour war.

## Geschichte
Namensgebend gesponsert von Top Rank, fand das Turnier jeweils in Thailand statt und wurde beide Male von Stephen Hendry gewonnen. Die Ausgabe 1994 in Hat Yai wurde dabei als reines Jeder-gegen-jeden-Turnier ausgetragen; Hendry als Erstplatzierter der Abschlusstabelle erhielt 20.000 Pfund Sterling. Weitergehende Angaben über die zweite Ausgabe fehlen.

## Sieger
| Jahr                                 | Austragungsort                       | Sieger                               | Ergebnis                             | Finalist                             | Sponsor                              | Saison                               |
| Top Rank Classic – Einladungsturnier | Top Rank Classic – Einladungsturnier | Top Rank Classic – Einladungsturnier | Top Rank Classic – Einladungsturnier | Top Rank Classic – Einladungsturnier | Top Rank Classic – Einladungsturnier | Top Rank Classic – Einladungsturnier |
| ------------------------------------ | ------------------------------------ | ------------------------------------ | ------------------------------------ | ------------------------------------ | ------------------------------------ | ------------------------------------ |
| 1994                                 | Hat Yai                              | Stephen Hendry                       | RR                                   | Jimmy White                          | Top Rank                             | 1994/95                              |
| 1995                                 | Thailand                             | Stephen Hendry                       | unbekannt                            | unbekannt                            | Top Rank                             | 1995/96                              |